# Olympische Winterspiele 1972/Bob
Bei den XI. Olympischen Winterspielen 1972 in Sapporo fanden zwei Wettbewerbe im Bobfahren statt. Austragungsort war die Bobbahn am Teine. Sie war 1563 m lang, überwand einen Höhenunterschied von 132 m und hatte 14 Kurven.

## Bilanz

### Medaillenspiegel
| Platz | Land           | Gold | Silber | Bronze | Gesamt |
| ----- | -------------- | ---- | ------ | ------ | ------ |
| 1     | BR Deutschland | 1    | 1      | 1      | 3      |
| 2     | Schweiz        | 1    | –      | 1      | 2      |
| 3     | Italien        | –    | 1      | –      | 1      |

### Medaillengewinner
| Konkurrenz | Gold                                                        | Silber                                                                   | Bronze                                                                      |
| ---------- | ----------------------------------------------------------- | ------------------------------------------------------------------------ | --------------------------------------------------------------------------- |
| Zweierbob  | Wolfgang Zimmerer, Peter Utzschneider                       | Horst Floth, Pepi Bader                                                  | Jean Wicki, Edy Hubacher                                                    |
| Viererbob  | Jean Wicki, Hans Leutenegger, Werner Camichel, Edy Hubacher | Nevio De Zordo, Adriano Frassinelli, Corrado Dal Fabbro, Gianni Bonichon | Wolfgang Zimmerer, Stefan Gaisreiter, Walter Steinbauer, Peter Utzschneider |

## Ergebnisse
(alle Zeiten in min)

### Zweierbob
| Platz | Land | Sportler                                              | 1. Lauf | 2. Lauf | 3. Lauf | 4. Lauf | Gesamt  |
| ----- | ---- | ----------------------------------------------------- | ------- | ------- | ------- | ------- | ------- |
| 1     | FRG  | Deutschland II: Wolfgang Zimmerer, Peter Utzschneider | 1:14,81 | 1:14,56 | 1:13,51 | 1:14,19 | 4:57,07 |
| 2     | FRG  | Deutschland I: Horst Floth, Pepi Bader                | 1:16,04 | 1:15,38 | 1:14,35 | 1:13,07 | 4:58,84 |
| 3     | SUI  | Schweiz I: Jean Wicki, Edy Hubacher                   | 1:15,61 | 1:15,36 | 1:14,36 | 1:14,00 | 4:59,33 |
| 4     | ITA  | Italien I: Gianfranco Gaspari, Mario Armano           | 1:15,62 | 1:16,52 | 1:13,71 | 1:14,60 | 5:00,45 |
| 5     | ROM  | Rumänien I: Ion Panțuru, Ion Zangor                   | 1:16,50 | 1:15,31 | 1:14,04 | 1:14,68 | 5:00,53 |
| 6     | SWE  | Schweden I: Carl-Erik Eriksson, Jan Johansson         | 1:16,68 | 1:16,81 | 1:14,08 | 1:13,83 | 5:01,40 |
| 7     | SUI  | Schweiz II: Hans Candrian, Heinz Schenker             | 1:15,89 | 1:16,84 | 1:14,38 | 1:14,33 | 5:01,44 |
| 8     | AUT  | Österreich I: Herbert Gruber, Josef Oberhauser        | 1:16,48 | 1:16,34 | 1:14,44 | 1:14,34 | 5:01,60 |
| 9     | FRA  | Frankreich I: Patrick Parisot, Alain Roy              | 1:16,66 | 1:17,17 | 1:14,53 | 1:15,10 | 5:03,46 |
| 10    | ITA  | Italien II: Enzo Vicario, Corrado Dal Fabbro          | 1:17,20 | 1:16,77 | 1:14,23 | 1:15,46 | 5:03,66 |
|       |      |                                                       |         |         |         |         |         |
| 13    | AUT  | Österreich II: Werner Delle Karth, Fritz Sperling     | 1:16,99 | 1:17,91 | 1:15,84 | 1:14,61 | 5:05,35 |

1. und 2. Lauf: 4. Februar 1972 
 3. und 4. Lauf: 5. Februar 1972
21 Bobs am Start, alle in der Wertung.

### Viererbob
| Platz | Land | Sportler                                                                                   | 1. Lauf | 2. Lauf | 3. Lauf | 4. Lauf | Gesamt  |
| ----- | ---- | ------------------------------------------------------------------------------------------ | ------- | ------- | ------- | ------- | ------- |
| 1     | SUI  | Schweiz I: Jean Wicki, Hans Leutenegger, Werner Camichel, Edy Hubacher                     | 1:10,71 | 1:11,44 | 1:10,21 | 1:10,71 | 4:43,07 |
| 2     | ITA  | Italien I: Nevio De Zordo, Adriano Frassinelli, Corrado Dal Fabbro, Gianni Bonichon        | 1:11,39 | 1:11,33 | 1:10,19 | 1:10,92 | 4:43,83 |
| 3     | FRG  | Deutschland I: Wolfgang Zimmerer, Stefan Gaisreiter, Walter Steinbauer, Peter Utzschneider | 1:11,18 | 1:11,75 | 1:10,30 | 1:10,69 | 4:43,92 |
| 4     | SUI  | Schweiz II: Hans Candrian, Erwin Juon, Gaudenz Beeli, Heinz Schenker                       | 1:12,36 | 1:11,89 | 1:10,09 | 1:10,22 | 4:44,56 |
| 5     | FRG  | Deutschland II: Horst Floth, Donat Ertel, Walter Gilik, Pepi Bader                         | 1:10,83 | 1:11,88 | 1:11,06 | 1:11,32 | 4:45,09 |
| 6     | AUT  | Österreich I: Herbert Gruber, Utz Chwalla, Josef Eder, Josef Oberhauser                    | 1:11,20 | 1:12,46 | 1:11,11 | 1:11,00 | 4:45,77 |
| 7     | AUT  | Österreich II: Werner Delle Karth, Werner Moser, Walter Delle Karth jun., Fritz Sperling   | 1:11,58 | 1:12,46 | 1:11,16 | 1:11,46 | 4:46,66 |
| 8     | ITA  | Italien II: Gianfranco Gaspari, Roberto Zandonella, Mario Armano, Luciano De Paolis        | 1:11,89 | 1:12,49 | 1:11,11 | 1:11,24 | 4:46,73 |
| 9     | FRA  | Frankreich I: Patrick Parisot, Yves Bonsang, Alain Roy, Gilles Morda                       | 1:11,79 | 1:12,18 | 1:11,27 | 1:11,51 | 4:46,75 |
| 10    | ROM  | Rumänien I: Ion Panțuru, Ion Zangor, Dumitru Pascu, Dumitru Focșeneanu                     | 1:12,07 | 1:12,65 | 1:11,08 | 1:11,32 | 4:47,12 |

1. und 2. Lauf: 11. Februar 1972 
 3. und 4. Lauf: 12. Februar 1972
18 Bobs am Start, davon 16 in der Wertung.